# Bombus franklini
Bombus franklini (saknar svenskt namn) är en insekt i överfamiljen bin (Apoidea) och släktet humlor (Bombus). 

## Utseende
Humlan, som är korttungad, har övervägande svart päls utom en svag, vit markering på bakkroppsspetsen och en mycket karakteristisk teckning på mellankroppen, vars övre, främre del och hela sidorna är gulhåriga, så att teckningen bildar ett upp-och-nervänt "U". Även på toppen av det annars svarta, runda huvudet finns gula hår. Hos hanarna når den gula huvudfläcken fram mellan antennerna. Arbetare och drottningar är lika.

## Vanor
Flygperioden för arten är maj till slutet av september – början av oktober. Arten är inte särskilt specialiserad när det gäller val av foderväxter, utan har setts besöka växter som lupiner, sömntutor, anisisopar, Monardella och vickrar. Uppgifter om artens boval är inte säkert kända, men den antas bygga sitt bo i övergivna smågnagarbon.

## Utbredning
Arten finns endast i ett litet område i västra USA från södra Oregon till norra Kalifornien från kusten till Kaskadbergen, vilket innebär att den har det minsta utbredningsområdet för någon av Nordamerikas humlor. Något fynd har också tidigare gjorts i Arizona.

## Taxonomi
Arten är nära släkt med Bombus occidentalis, och har av en del forskare betraktats som en underart till denna.

## Status
Arten är klassificerad som akut hotad ("CR", underklassificering "A2ace") av IUCN, och populationen minskar drastiskt. Bland de främsta hoten är införda sjukdomar, som traké-levande kvalster (Locustacarus buchneri) och patogena protozoer (Nosema bombi), som, även om de inte är direkt dödliga, påverkar humlans födosamlande negativt. Även habitatförändringar som byggnation, både av bostäder och vägar, samt sådana orsakade av det moderna, högintensiva jordbruket som utökad odling och boskapsdrift påverkar arten. Jordbrukets användning av bekämpningsmedel är ytterligare ett hot. Arten sågs senast 2006 (en enda observation), och farhågor finns att den redan är utrotad. Den brittiske entomologen och professorn Dave Goulson betraktar den redan som utdöd.